# 雷丁 (密歇根州)
雷丁（英語：Reading）是一個位於美國密歇根州希爾斯代爾縣的城市。

## 人口
根據2020年美國人口普查的數據，雷丁的面積為2.62平方千米，當中陸地面積為2.62平方千米，而水域面積為0.00平方千米。當地共有人口1094人，而人口密度為每平方千米418人。